# Iller
Az Iller (ősi nevén Ilargus) egy németországi folyó. A Duna mellékfolyója, hossza 147 km.
A forrás Oberstdorf falu közelében található az Alpok németországi oldalán, közel az osztrák határhoz. Három patak (Trettach, Stillach, Breitach) találkozásából ered. Innen észak felé folyik, Sonthofen, Immenstadt, és Kempten érintésével. Egy kb 50 kilométeres szakaszon, Ulm közelében ez a folyó Bajorország és Baden-Württemberg határa. Ulmnál ömlik a folyó a Dunába.
A folyóhoz több sportolási lehetőség is kapcsolódik: kedvelt a raftingosok körében, de a folyó mentén sokan kerékpároznak is.
A folyó sodrását vízierőművel hasznosítják.